# 匡吉
匡吉（1929年—2020年10月14日），曾用名周智明，男，广西东兰人，中华人民共和国政治人物，曾任广东省人民政府副省长，广东省政协副主席，第八、九届全国政协委员。